# Georges Corm
Georges Corm (en árabe: جورج قرم) (15 de junio de 1940 - 14 de agosto de 2024) fue un historiador y economista libanés. 

## Biografía
Estudió en el Institut d'Etudes Politiques de París (1958-1961) donde terminó la carrera en Finanzas públicas, tiene también un doctorado de la Universidad parisiense en Derecho Constitucional (1969). Fue Ministro de finanzas desde el 4 de diciembre de 1998 al 28 de octubre de 2000 en el gobierno de Hoss Salim El Hoss. Fue consultor económico de instituciones internacionales y profesor de la universidad de San José de Beirut.